# Redondo Beach (píseň)
„Redondo Beach“ je píseň americké zpěvačky Patti Smith. Její původní verze vyšla na zpěvaččině prvním albu Horses v prosinci roku 1975. Spolu s Patti Smith jsou jejími autory kytarista Lenny Kaye a klávesista Richard Sohl. Producentem původní nahrávky byl velšský hudebník a skladatel John Cale. Patti Smith text k písni napsala v roce 171 a pojednává o její sestře Lindě. Australská hudebnice Courtney Barnett představila při svém koncertu v roce 2015 coververzi této písně. Zpěvačka Angel Corpus Christi nahrála svou verzi písně na svou desku I Love NY (1984). Zpěvák Morrissey vydal v roce 2005 vlastní koncertní nahrávku této písně.